# Don't Tell Me You Love Me
«Don't Tell Me You Love Me» —en castellano: «No me digas que me amas»— es una canción interpretada por la banda estadounidense de hard rock Night Ranger  y fue escrita por Jack Blades. Se enlistó originalmente como tema del álbum Dawn Patrol, publicado en 1982 por Boardwalk Entertainment.

## Descripción
Esta canción fue lanzada como el primer sencillo de Dawn Patrol en 1982 en Japón y el Reino Unido y en 1983 en el resto del mundo.  El vinilo numera la melodía «Night Ranger» —compuesta también por Blades— en el lado B del mismo.

## Recepción
El sencillo logró una gran aceptación en los Estados Unidos, pues consiguió entrar en los listados de popularidad en ese país, colocándose en los puestos 40º. y 4.º del Billboard Hot 100 y Mainstream Rock Tracks respectivamente. En Suiza, «Don't Tell Me You Love Me» pudo escalar más alto en las listas de éxitos, ya que alcanzó el 9.º lugar en el Schweizer Hitparade de aquel país.
Eduardo Rivadavia de Allmusic, quién realizó una crítica al álbum Dawn Patrol, dentro de la misma describió a este tema como «una canción simplemente sobresaliente».

## En la cultura popular
- La canción fue remasterizada para ser presentada y descargada en la serie de videojuegos Rock Band, lanzados para las consolas PlayStation 3 y Xbox 360.[7]

## Lista de canciones
Ambos temas fueron compuestos por Jack Blades.

| Cara A |                             |          |  |
| N.º    | Título                      | Duración |  |
| 1.     | «Don't Tell Me You Love Me» | 4:19     |  |

| Cara B |                |          |  |
| N.º    | Título         | Duración |  |
| 2.     | «Night Ranger» | 4:39     |  |
| 8:58   |                |          |  |

## Créditos
- Jack Blades — voz principal y bajo.
- Kelly Keagy — batería y coros.
- Brad Gillis — guitarra y coros.
- Jeff Watson — guitarra.
- Alan Fitzgerald — teclados.

## Listas
| Año  | País           | Lista                              | Posición máxima |
| ---- | -------------- | ---------------------------------- | --------------- |
| 1983 | Estados Unidos | Billboard Hot 100                  | 40.º            |
| 1983 | Estados Unidos | Billboard Mainstream Rock Tracks   | 4.º             |
| 1983 | Suiza          | Schweizer Hitparade Top 75 Singles | 9.º             |